# حساسیت پردازش حسی
حساسیت پردازش حسی (انگلیسی: Sensory processing sensitivity) (SPS) یک ویژگی خلقی یا شخصیتی است که شامل "افزایش حساسیت دستگاه عصبی مرکزی و پردازش شناختی عمیق تر محرک‌های فیزیکی، اجتماعی و عاطفی" است. این ویژگی با «تمایل به «مکث برای بررسی» در موقعیت‌های جدید، حساسیت بیشتر به محرک‌های ظریف، و درگیر شدن با استراتژی‌های پردازش شناختی عمیق‌تر برای به‌کارگیری اقدامات مقابله‌ای مشخص می‌شود، که همگی توسط واکنش‌پذیری هیجانی افزایش یافته، هم مثبت و هم منفی".

انسانی که دارای شاخص خاصی از SPS است، دارای "حساسیت بیش از حد" یا یک فرد بسیار حساس (HSP) در نظر گرفته می‌شود. اصطلاحات SPS و HSP در اواسط دهه ۱۹۹۰ توسط روانشناسان الین آرون و همسرش آرتور آرون، که پرسشنامه مقیاس افراد حساس (HSPS) را ایجاد کردند که توسط آن SPS اندازه‌گیری می‌شود، ابداع شد. محققان دیگر اصطلاحات مختلف دیگری را برای نشان دادن این پاسخگویی به محرک‌هایی که در انسان و سایر گونه‌ها دیده می‌شود به کار برده‌اند. به گفته آرون و همکاران، افراد دارای SPS بالا حدود ۱۵ تا ۲۰ درصد از جمعیت را تشکیل می‌دهند. اگرچه برخی از محققان به‌طور مداوم SPS بالا را به پیامدهای منفی مرتبط می‌دانند، محققان دیگر آن را با افزایش پاسخگویی به تأثیرات مثبت و منفی مرتبط می‌دانند. آرون و همکارانش بیان می‌کنند که ویژگی شخصیتی با SPS بالا یک اختلال نیست.

## پیدایش و توسعه اصطلاحات
کتاب «افراد بسیار حساس» اثر الین آرون در سال ۱۹۹۶ منتشر شد. در سال ۱۹۹۷ الین و آرتور آرون به‌طور رسمی حساسیت پردازش حسی (SPS) را به عنوان ویژگی تعیین‌کننده افراد بسیار حساس (HSPs) شناسایی کردند. اصطلاحات رایج حساسیت بیش از حد (که نباید با اصطلاح پزشکی حساسیت زیاد اشتباه گرفته شود) یا بسیار حساس مترادف‌های رایج برای مفهوم علمی SPS هستند. به عنوان تعریف، آرون و آرون (۱۹۹۷) نوشتند که پردازش حسی در اینجا به خود اندام‌های حسی اشاره نمی‌کند، بلکه به آنچه که دستگاه حسی به مغز منتقل یا پردازش می‌شود، رخ می‌دهد. آنها ادعا می‌کنند که این ویژگی یک اختلال نیست، بلکه یک استراتژی غریزهی ذاتی است که هم مزایا و هم معایب دارد. مقالات مجلات دانشگاهی الین آرون و همچنین انتشارات خودیاری برای خوانندگان عادی بر تمایز SPS بالا از رفتارها و اختلالات اجتماعی متمرکز شده است که SPS بالا را می‌توان با آنها اشتباه گرفت؛ غلبه بر عدم پذیرش اجتماعی که می‌تواند باعث کاهش عزت نفس شود؛ و تأکید بر مزایای SPS بالا برای متعادل کردن معایب مورد تأکید دیگران.

در سال ۲۰۱۵، الیزابت برنشتاین روزنامه‌نگار در وال استریت ژورنال نوشت که HSPها «لحظه ای را سپری می‌کنند» و اشاره کرد که چند صد مطالعه تحقیقاتی در مورد موضوعات مرتبط با حساسیت بالای HSPها انجام شده است. اولین کنفرانس علمی بین‌المللی در مورد حساسیت بالا یا حساسیت پردازش حسی در دانشگاه وریج بروکسل برگزار شد.[۱۹] تا سال ۲۰۱۵، بیش از یک میلیون نسخه از «شخص حساس» به فروش رسید.

### تحقیقات پیشین
تحقیقاتی که پیش از ابداع اصطلاح "حساسیت بالاً توسط آرون انجام شده است، شامل تحقیقات پروفسور پزشکی آلمانی ولفگانگ کلاگز است که در دهه ۱۹۷۰ استدلال کرد که پدیده انسانهای حساس و بسیار حساس "از نظر بیولوژیکی لنگر انداخته است" و "آستانه محرک" تالاموس در این افراد بسیار کمتر است. در نتیجه، به گفته کلاگز، نفوذپذیری بالاتری برای پتانسیل عمل دریافتی از الیاف عصبی آوران وجود دارد به طوری که آنها بدون فیلتر به قشر مغز منتقل می‌شوند. آرونز (۱۹۹۷) مفهوم روان‌شناس آلبرت محرابیان (۱۹۷۶، ۱۹۸۰، ۱۹۹۱) را در مورد فیلتر کردن "بی ربط" به رسمیت شناخت، اما نوشت که این مفهوم حاکی از آن است که ناتوانی HSPs ("غربالگرهای پایین" محرابیان) در فیلتر کردن آنچه نامربوط است، دلالت بر این دارد که آنچه مرتبط است از دیدگاه افراد غیر HSP ("غربالگرهای بالا") تعیین می‌شود.

## صفات، ویژگی‌ها و شیوع
بوتربرگ و همکاران (2016) SPS بالا را به عنوان «ویژگی خلقی یا شخصیتی که در برخی افراد وجود دارد و منعکس کننده افزایش حساسیت سیستم عصبی مرکزی و پردازش شناختی عمیق‌تر محرک‌های فیزیکی، اجتماعی و عاطفی» توصیف می‌کند.
افراد مبتلا به SPS بالا گزارش می‌دهند که واکنش شدیدی به محرک‌هایی مانند درد، کافئین، گرسنگی و صداهای بلند دارند. به گفته بوتربرگ و همکاران، این افراد «به راحتی توسط محرک‌های بیرونی تحریک می‌شوند، زیرا آستانه ادراکی پایین‌تری دارند و محرکها را از نظر شناختی عمیق‌تر از سایر افراد پردازش می‌کنند». این پردازش عمیق‌تر ممکن است منجر به افزایش زمان واکنش شود زیرا زمان بیشتری برای پاسخ به نشانه‌ها در محیط صرف می‌شود و همچنین ممکن است به رفتار محتاطانه و ریسک‌پذیری کم کمک کند.

مقیاس HSP، در ابتدا (۱۹۹۷) پرسشنامه ای بود که برای اندازه‌گیری SPS در مقیاس تک بعدی طراحی شده بود، سپس به دو، سه، یا چهار عامل یا مقیاس فرعی تجزیه شد. بیشتر مؤلفه‌ها با پیامدهای روان‌شناختی منفی پذیرفته‌شده سنتی از جمله سطوح استرس بالا، به راحتی تحت فشار قرار گرفتن، افزایش نرخ افسردگی، اضطراب، و اختلال خواب و همچنین ویژگی‌های اوتیسم مرتبط بوده‌اند؛ مدل مدل استرس–حساسیت بر افزایش آسیب‌پذیری در برابر تأثیرات منفی متمرکز بود. با این حال، نظریه حساسیت افتراقی (DST) و حساسیت بیولوژیکی به نظریه زمینه (BSCT) و حساسیت پردازش حسی (SPS) نشان دهنده افزایش انعطاف‌پذیری عصبی از نظر پاسخگویی به تأثیرات مثبت و منفی است. و مفهوم حساسیت برتری (VS) بر افزایش پاسخگویی به تجربیات مثبت تأکید دارد. محققانی مانند اسمولوسکا و همکاران(۲۰۰۶) گفت که پیامدهای مثبت در افرادی با حساسیت زیبایی‌شناسی بالا که تمایل دارند در پاسخ به محرک‌های پاداش دهنده، احساسات مثبت شدیدی را تجربه کنند و به احتمال زیاد در مدل پنج جنبه بزرگ شخصیت امتیاز بالایی در «باز بودن» کسب کنند، بیشتر بود.

تحقیقات در زیست‌شناسی تکاملی شواهدی را ارائه می‌دهد که نشان می‌دهد ویژگی SPS را می‌توان با عبارات مختلف در بیش از ۱۰۰ گونه غیرانسانی مشاهده کرد، آرون نوشت که خصیصه SPS دربرگیرنده آن چیزی است که روانشناسان شخصیت تحت نام‌های مختلف دیگر توصیف کرده‌اند.

برعکس، آرون SPS را از آنچه که فکر می‌کند متمایز می‌کند، و به صراحت SPS بالا را از صفات یا اختلالات احتمالاً مشابه (مانند کمرویی، احساس‌جویی، اختلال پردازش حسی، و اوتیسم) متمایز می‌کند، و علاوه بر این، SPS ممکن است یک متغیر اساسی که زمینه‌ساز چندین تفاوت صفت دیگر باشد (مانند برون‌گرایی و درون‌گرایی). بر خلاف تصور غلط رایج، طبق گفته آرون، HSPها هم درون‌گراها و هم برون‌گراها را شامل می‌شوند و ممکن است به‌طور همزمان با احساسات بالا و محتاط باشند.

در انسان‌ها و گونه‌های دیگر، افراد پاسخگو و غیرپاسخگو با هم زندگی می‌کنند و به‌طور مداوم سطوح مختلف پاسخگویی به محرک‌های محیطی را نشان می‌دهند، سطوح مختلف پاسخگویی دارای هزینه‌ها و مزایای تکاملی مربوطه است. این مشاهدات موازی با ادعای آرون است که SPS بالا یک اختلال نیست، بلکه یک ویژگی شخصیتی با مزایا و معایب است. بر این اساس، آرون به متخصصان پزشکی در مورد تجویز داروهای روانگردان برای «درمان» این صفت هشدار می‌دهد، که ممکن است با یک اختلال واقعی وجود داشته باشد یا نباشد.
تا سال ۲۰۱۵ این ویژگی در سطوح مختلف مطالعه، از جمله روان‌شناسی شخصیت و رفتارگرایی، عملکرد مغز و حساسیت عصبی، و ژنتیک ثبت شد. به عنوان مثال، مطالعات ژنتیکی شواهدی را ارائه می‌دهد که سطوح بالاتر SPS با ژنوتیپ کوتاه/کوتاه ناقل سروتونین 5-HTTLPR، پلی مورفیسم در ژن‌های انتقال دهنده عصبی دوپامین و نوع ژن مرتبط با نوراپی‌نفرین ADRA2b مرتبط است.

یک مطالعه طولانی مدت در سال ۲۰۱۵ بر اساس پرونده‌های پزشکی ارتش مردان سوئدی نشان داد که ارتباطی بین میزان تپش قلب آرام و خشونت و جنایت وجود دارد، با نظریه پدیدآورندگان که حساسیت کمتر به تحریک منجر به افزایش احتمال رفتارهای پرخطر و جستجوی حس شده - به‌طور مؤثر منجر به حساسیت کمتر به SPS است.

تصور می‌شد که الگوهای امتیاز مقیاس HSP در بزرگسالان به عنوان یک متغیر  داده‌های طبقه‌بندی شده با نقطه شکست بین ۱۰٪ تا ۳۵٪ توزیع می‌شود، آرون با برشی از ۲۰٪ بالاترین امتیاز افراد برای تعریف دسته HSP انتخاب کرد. یک مقاله مروری در سال ۲۰۱۹ بیان کرد که یافته‌ها نشان می‌دهد که افراد در سه گروه حساسیت در امتداد یک پیوستار حساسیت توزیع نرمال قرار می‌گیرند.